# Musée zoologique de l'université d'Odessa
Le musée zoologique de l'université d'Odessa, en ukrainien: Зоологічний музей Одеського національного університету ім. І. І. Мечникова; en russe : Зоологический музей Одесского национального университета имени И. И. Мечникова, est un muséum dépendant de la faculté de biologie de l'université d'Odessa en Ukraine. Il est dirigé par M. Vladimir Lobkov.

## Description et historique
Fondé en 1865, c'est l'un des trois musées les plus anciens d'Ukraine. Il est formé grâce à la collection du professeur Alexander von Nordmann donnée au lycée Richelieu d'Odessa en 1849 et transférée à l'université de Nouvelle-Russie (aujourd'hui université Metchnikov d'Odessa) lors de sa fondation.

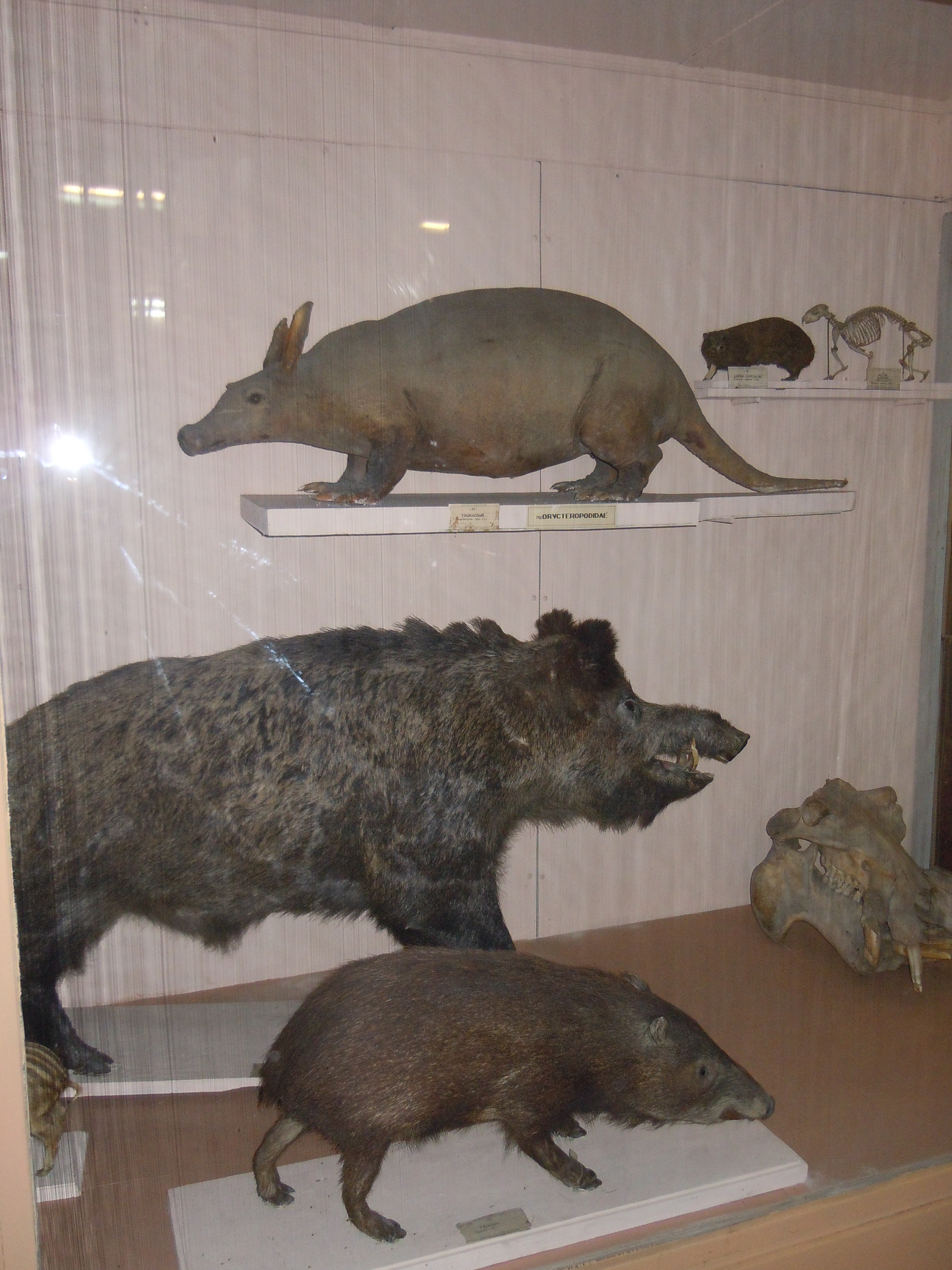
Sanglier et tatou,
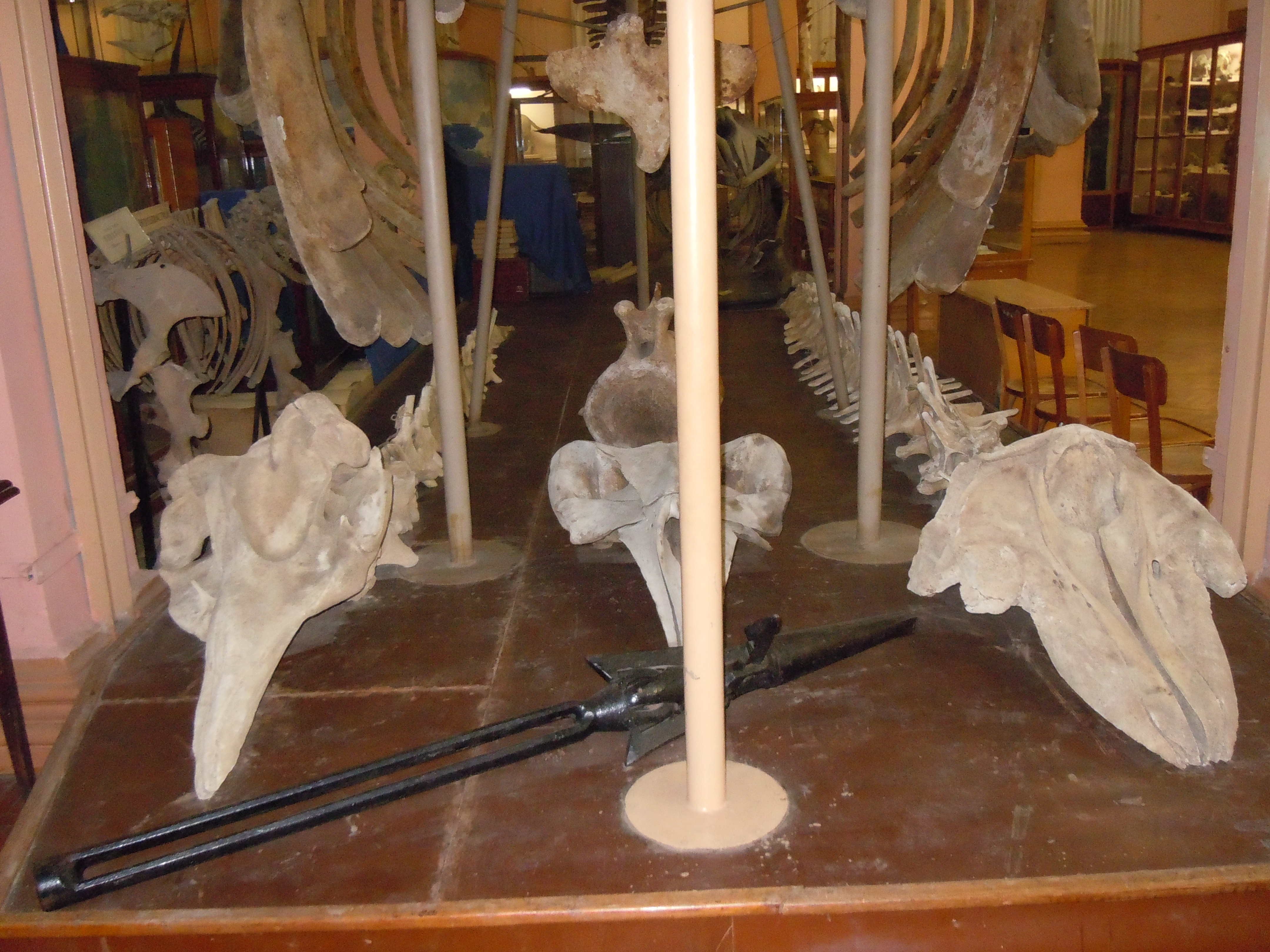
Balaenoptera acutorostrata.

La collection scientifique du musée rassemble actuellement plus de 50 000 spécimens dont certains remontent à la seconde moitié du XIXe siècle. Les collections les plus notables sont celle des insectes de l'entomologiste Ernst von Ballion (1816-1901), la collection d'Ilya Metchnikov (1845-1916) et la collection craniologique des mammifères de la région de la mer Noire. Le squelette d'une baleine bleue, exposé ici depuis 1949 et mesurant vingt-sept mètres de longueur, est particulièrement remarquable.